# Open Hub
Black Duck Open Hub, formalmente Open Hub, precedentemente conosciuto come Ohloh, è un sito web che offre una suite di web service e una piattaforma di comunità online, con l'obiettivo dichiarato di mappare il panorama mondiale dello sviluppo di software open source. È stato fondato nel 2004 da Jason Allen e Scott Collison, entrambi ex-manager di Microsoft, a cui si è unito in seguito lo sviluppatore Robin Luckey. Il 28 maggio 2009, Ohloh è stato acquisito da SourceForge, successivamente da Synopsys nel 2017 per 565 milioni di dollari.  Il 14 luglio 2014 Peter Degen-Portnoy, Ingegnere software della Black Duck Software ha annunciato, con un post sul sito, il cambio del nome di Ohloh in OpenHub. Oggi (settembre 2014) il sito conta più di 650.000 progetti.

## Servizi
Tramite il recupero automatico di informazioni dai sistemi di versionamento e revisione (come CVS, SVN, o Git), OpenHub fornisce statistiche sui progetti, le loro licenze (incluso i conflitti tra le informazioni di licenza) e le metriche software, come numero di linee di codice o statistiche sui commit (rilasci di nuovo codice).